# George Whelan
George William Whelan (ur. 6 maja 1859 w Kandy, zm. 12 listopada 1938 w Durbanie) – południowoafrykański strzelec sportowy z początków XX wieku.
Whelan wystartował podczas IV Letnich Igrzysk Olimpijskich w 1912 roku w trzech konkurencjach. W strzelaniu z karabinu dowolnego w trzech postawach z 300 metrów zajął sześćdziesiąte pierwsze (762 punkty). W strzelaniu z karabinu wojskowego w trzech postawach z 300 metrów uzyskał wynik 64 punktów i zajął siedemdziesiąte trzecie miejsce. W drużynowym konkursie strzelania z karabinu dowolnego w trzech postawach, zajął z drużyną szóste miejsce. Był najstarszym zawodnikiem reprezentacji Związku Południowej Afryki na tych igrzyskach.